# Lowman Pauling
Pour les articles homonymes, voir Pauling (homonymie).
Lowman Pauling (né le 14 juillet 1926 à Winston-Salem, Caroline du Nord, États-Unis - mort le 26 décembre 1973 à Brooklyn, New York) est un guitariste, chanteur et compositeur américain de rhythm and blues. Il est surtout connu pour être membre du groupe The "5" Royales.
En 2015, Lowman Pauling et les "5" Royales sont intronisés au Rock and Roll Hall of Fame dans la catégorie « Early Influence ».

## Carrière
Dans les années 1940, Lowman Pauling chante avec ses frères Curtis et Clarence (qui change ensuite son nom en Clarence Paul) dans le groupe de gospel de leur père Lowman Pauling Sr., le Royal Sons Gospel Group. Lorsqu'il décroche un contrat d'enregistrement avec Apollo Records en 1951, le groupe se renomme The Royals, puis The "5" Royales, et connaît une série de succès tout au long des années 1950.
Pauling écrit la plupart des tubes des "5" Royales, dont Dedicated to the One I Love (1957, co-écrit par Ralph Bass ; le morceau devient plus tard un tube pour The Shirelles et The Mamas and the Papas), Think (en) (1957, repris plus tard par James Brown) et Tell the Truth (1958, intégré plus tard dans le répertoire de Ray Charles). Deux morceaux des "5" Royales écrits par Pauling atteignent le numéro 1 du classement R&B : Baby Don't Do It (1952) et Help Me Somebody (en) (1953).
Chez King Records, Lowman Pauling enregistre également en solo, dans sa filiale Federal, gravant certains de ses plus grands morceaux avec Royal Abbit, le pianiste et chanteur remplaçant des Royales, dont le bluesy I'm A Cool Teenager. Ces titres sont publiés sous les noms d'El Pauling and Royal Abbit, El Pauling and the Royalton, El Pauling, Royal Abbit and the Royalton ou encore Ed Pauling and the Exciters,.
Lorsque les "5" Royales se séparent au milieu des années 1960, Pauling entame une carrière solo. À New York, il travaille comme veilleur de nuit dans une église de Manhattan puis comme gardien d'une synagogue de Brooklyn. Après des années à se battre contre une dépendance à l'alcool, il décède dans l'exercice de ses fonctions en 1973 à l'âge de 47 ans, apparemment victime d'une crise d'épilepsie. Lowman Pauling est enterré dans sa ville natale de Winston-Salem aux côtés de son frère Clarence.

## Matériel
L'instrument de Pauling est une guitare Les Paul Custom. Sa sonorité ultra déformée rappelle celle de Johnny « Guitar » Watson. Pauling utilise une sangle extra-longue, jouant parfois au niveau de ses genoux pour un effet comique.

## Influence
De grands noms comme James Brown, Eric Clapton, Jimi Hendrix et surtout Steve Cropper citent Pauling comme un modèle,. Le guitariste de Stax Records déclare : « Je sais que lorsque j'ai vu Lowman Pauling sur scène, cela a changé mon style et ma vie. C'était un one-man show qui jouait des riffs rythmés et cinglants lorsque c'était nécessaire… Je dois beaucoup à Lowman »
En 2011, Steve Cropper et de nombreux musiciens bien connus, dont  B. B. King, Steve Winwood, Brian May et Lucinda Williams, sortent l'album hommage Dedicated: A Salute to the 5 Royales en souvenir du groupe de Lowman Pauling,.